# Midnight Movies
I Midnight Movies sono una indie rock band statunitense formatasi a Los Angeles, California nel 2002. 
Composto da Gena Olivier (voce, batteria), Larry Schemel (chitarra) e Jason Hammons (tastiere, chitarra), il trio indie rock suonava un pop psichedelico umorale ed elegante. Ben presto sono diventati un gruppo tra i più importanti dell'underground di Los Angeles, ottenendo una nomination come Best New Artist presso settimanale di Los Angeles Music Awards nel maggio 2003.
Con il loro primo EP autoprodotto, Strange Design, i Midnight Movies hanno ricevuto una nomination per Best Pop Rock band nella primavera del 2004. L'omonimo LP Midnight Movies, viene distribuito dalla Emperor Norton nell'agosto del 2004. Il gruppo riemerse nel 2007 con Lion the girl, un LP caratterizzato da un nuovo bassista Ryan Wood e dalla batterista Sandra Vu, con Gena Olivier alla voce ed alle tastiere e prodotto da Steve Fisk.
Nel 2008 si sono separati per un periodo di riflessione artistica.

## Stile musicale
Il suono dei Midnight Movies è difficile da definire, è particolarmente ispirato alla seduzione ed al mistero metropolitano. Nel secondo LP la band esplora nuovi orizzonti inquietante ed intimistici attraverso una gamma musicale ed a dei testi più espansivi. Gena Olivier è una cantante elegante e seducente mentre Larry Schemel sviluppa delle basi elettroniche molto elaborate, ai due nuovi membri il compito di aggiungere una struttura più corposa all'impianto musicale rispetto al precedente album.

## Formazione
- Gena Olivier – voce, tastiere, batteria
- Larry Schemel – chitarra
- Dal 2007, Sandra Vu – batteria, flauto, voce, tastiere
- Dal 2007, Ryan Wood – basso, tastiere, chitarra

### Ex membro fondatore
- Jason Hammons – tastiere, chitarra

## Discografia

### Album
- 2004: Midnight Movies (Rykodisc)
- 2007: Lion The Girl (New Line Records)

### EP
- 2003: Strange Design EP (Leftwing Recordings)
- 2008: Nights EP (New Line Records)

### Singoli
- 2004: Mirage (Rykodisc)
- 2004: Persimmon Tree (Rykodisc)
- 2006: Patient Eye (New Line Records)